# Дуб Палмера
Дуб Палмера (лат. Quercus palmeri) — вид кустарников из рода Дуб семейства Буковые.
Вид назван в честь Эдварда Палмера (англ. Edward Palmer) (1829—1911) — английского ботаника, исследователя флоры США.
Не все ботаники признают самостоятельность данного вида; согласно базе данных Объединённой таксономической информационной службы (ITIS) название Quercus palmeri Engelm. (1878) входит в синонимику вида Quercus dunnii Kellogg (1879).

## Распространение и описание
Ареал вида: юго-запад США, север Мексики.
Пестики короткие, жёлуди поспевают каждые 18 месяцев, очень горькие, оболочка желудей изнутри волосистая.

## Jurupa Oak
Учёными в долине Джурупа (англ. Jurupa) (Калифорния, США) была обнаружена колония из 70 растений, образовавшаяся в результате клонирования. Колония представляет собой кустарниковую заросль высотой около метра и растёт на участке размером 22,9 метра в длину и 7,3 метра в ширину. Она была названа в честь долины — Jurupa Oak.
Были проведены исследования изменчивости ферментов особей колонии и особенностей морфологии побегов, изучены следы перевершинивания побегов после повреждения пожарами, причины бесплодия дуба. Исследователи учитывали, что данная колония растет вдали от ареала современных экземпляров данного вида и пришли к выводу, что все особи являются клонами общего предка, то есть вегетативным потомством.
Учитывая скорость разрастания данного вида дуба и ряд других показателей, учёные установили возраст дуба, который составил не менее 13 тысяч лет.
Соавтор исследования Эндрю Сандерс утверждает, что это единственный уцелевший представитель исчезнувшей лесной флоры, которая произрастала в данной местности в разгар последнего ледникового периода.